# Michel Lengliney
Michel Lengliney, né en 1947 à Paris, est un réalisateur, scénariste et acteur français.

## Biographie
Journaliste à Télérama dans les années 1970 et photographe, il a écrit pour le théâtre entre autres Silence... on aime avec Sabine Azéma, Maurice Risch et Jean-Michel Dupuis ; Les Pieds dans l'eau avec Simone Valère, Jean Desailly et Hubert Deschamps ; État critique avec Gérard Jugnot (cinq nominations aux Molières dont le Molière du « meilleur auteur francophone vivant »).
Scénariste pour de nombreuses séries télévisées, au cinéma, il a écrit et réalisé Voyage à Rome avec Suzanne Flon, Gérard Jugnot et François Périer. Il a été coscénariste de Les Trois Frères avec Les Inconnus. Il a écrit Champagne amer de Ridha Behi avec Patrick Bruel, Jean Carmet, Ben Gazzara et Julie Christie ; Il est génial papy ! réalisé par Michel Drach avec Guy Bedos.
Pour l'opéra, il a adapté le livret de Marius et Fanny avec Jean-Pierre Lang, Michel Rivegauche, Antoine Chalamel, Michel Arbatz et Vladimir Cosma, d'après Marcel Pagnol, musique de Vladimir Cosma, avec Roberto Alagna, Angela Gheorghiu et Jean-Philippe Lafont.

## Filmographie

### Réalisateur
- 1992 : Voyage à Rome

### Acteur
- 1991 : Simple mortel de Pierre Jolivet

### Scénariste

#### Théâtre
- 1980 : Silence... on aime mis en scène par Maurice Risch
- 1982 : La Pattemouille mis en scène par Jean-Claude Islert
- 1985 : Silence, on tourne
- 1987 : Les Pieds dans l'eau mis en scène par Éric Civanyan
- 2002 : État critique mis en scène par Éric Civanyan
- 2010 : Alexandra David-Néel, mon Tibet, mise en scène par Didier Long

#### Cinéma
- 1986 : Champagne amer de Ridha Behi et Henri Vart
- 1987 : Il est génial Papy ! de Michel Drach
- 1992 : Voyage à Rome de Michel Lengliney
- 1995 : Les Trois Frères de Didier Bourdon et Bernard Campan, coscénariste

#### Télévision
- 1991 : Nestor Burma
- 1997 : Joséphine, ange gardien, création de la série

#### Opéra
- 2007 : Marius et Fanny d'après Marcel Pagnol

## Anecdotes diverses
- Son ami Enki Bilal le fait apparaître dans une planche de sa célèbre bande dessinée La Femme piège (1986). Il est représenté en présentateur du journal télévisé...